# Buchenthal (Altdorf)
Buchenthal ist ein Ortsteil der Gemeinde Altdorf im niederbayerischen Landkreis Landshut.

## Geographie
Der Weiler Buchenthal liegt knapp zwei Kilometer östlich des Ortskerns von Pfettrach in deren Gemarkung. 

## Geschichte
Pfettrach gehörte zur Gemeinde Pfettrach, die mit allen Ortsteilen im Rahmen einer Gebietsreform am 1. Januar 1971 nach Altdorf eingegliedert wurde. Rund 500 Meter nördlich von Buchenthal liegt die Einöde Heindlfeld. Es leben dort 15 Einwohner, davon sind zwei Bauernfamilien.